# Thérèse Menot
Thérèse Menot (née Marie-Thérèse Mazel) est une résistante et militante des droits humains française née le 29 août 1923 à Cosnac en Corrèze et décédée le 13 août 2009 à Limoges. Rescapée du camp de Ravensbrück durant la Seconde Guerre mondiale, elle est membre du haut conseil d'administration de la Fédération nationale des déportés et internés résistants et patriotes (FNDIRP).
Elle est conseillère municipale de Limoges de 1995 à 2001 sous le mandat du maire Alain Rodet.

## Biographie
Thérèse Menot née le 29 août 1923 à Cosnac en Corrèze dans une famille de cheminots. elle étudie au lycée de Suzanne valadon 

### Résistance et déportation
Thérèse Menot avait 19 ans lorsqu’elle entre dans la Résistance. Elle habitait rue de Solignac à Limoges. En 1943, elle entre aux services administratifs de l'usine de moteurs d'avions Gnome et Rhône de Limoges où sont fabriqués des moteurs d'avion pour l'Allemagne et qui deviendra l’Arsenal. Elle y rejoint le réseau de résistance Combat et se spécialise dans le trafic des cartes de travail pour les réfractaires au service de travail obligatoire (STO).
Dénoncée par une collègue vichyste, elle est arrêtée par la Gestapo le 4 janvier 1944 alors qu'elle vient d'accoucher de sa fille. Interrogée et torturée, elle reste mutique et est envoyée en wagon à bestiaux à Compiègne, puis déportée au camp de concentration de Ravensbrück, au nord de Berlin. En juin 1944, elle est transférée au camp disciplinaire d’Holleischen en Tchécoslovaquie. Déportée, Thérèse Menot ne cesse de résister, participant à l’organisation du mouvement interne à Ravensbrück ou sabotant les cartouches qu’elle fabrique à Holleischen, ce qui lui vaut d’être sévèrement punie. Thérèse Menot a été une des principales déportées du Limousin connues avec Violette Szabo.
Elle est libérée le 5 mai 1945 et rentre à Limoges le 25, dans ses habits de déportée.

### Militantisme
Très marquée par la guerre, Thérèse Menot sombre un temps dans la dépression avant de devenir une militante infatigable du souvenir des résistants et des déportés, des droits des femmes et des travailleurs. En 1955, elle organise une exposition à l’hôtel de ville de Limoges avec l'abbé Varnoux, déporté à Mauthausen où ils présentent des photos, objets et vêtements.
Elle intervient dans de nombreux établissements scolaires et rencontres de jeunes. Elle participe activement à l’organisation du Concours national de la résistance et de la déportation et accompagne régulièrement des voyages scolaires au camp de Ravensbrück.
Elle contribue à la création du musée de la résistance et de la déportation de Limoges, où est exposé l’uniforme rayé qu’elle portait en déportation et du Centre de la mémoire d'Oradour-sur-Glane. Elle est aussi membre du haut conseil d'administration de la Fédération nationale des déportés et internés résistants et patriotes (FNDIRP), présidente de la section Haute-Vienne, militante au Secours populaire et conseillère municipale de Limoges de 1995 à 2001.

## Hommage et postérité
Figure marquante de Limoges, son nom a été donné à une rue en 2012 et au restaurant universitaire du campus de la faculté des lettres et des sciences humaines en 2017,, ainsi qu'à un bâtiment résidentiel à Isle.
Une allée porte également son nom dans la commune limitrophe du Palais-sur-Vienne ainsi qu'une place sur la commune de Jourgnac.
La salle de concertation du collège Guy de Maupassant à Limoges porte le nom de Lucien Berdasé - Thérèse Menot.

## Décoration
- Médaille de la Résistance française (décret du 31 mars 1947)[9]

## Filmographie
- Thérèse Menot, à force de résistance, documentaire de Tessa Racine, réalisation Les Films du paradoxe, 2008[10].